# Parafia Najświętszej Maryi Panny Królowej Świata w Stargardzie

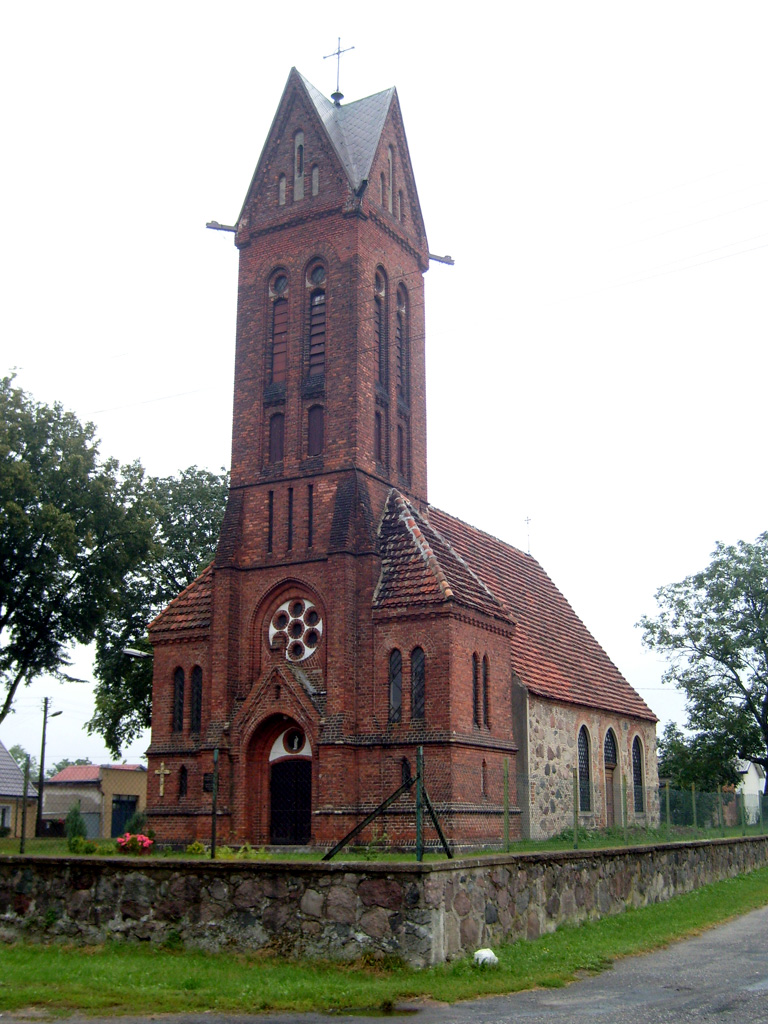
Kościół filialny pw. św. Antoniego z Padwy w Świętem

Parafia pw. Najświętszej Maryi Panny Królowej Świata w Stargardzie – rzymskokatolicka parafia należąca do dekanatu Stargard Wschód, archidiecezji szczecińsko-kamieńskiej, metropolii szczecińsko-kamieńskiej, przy Kolegiacie NMP Królowej Świata. Erygowana 30 listopada 1957.

## Historia
Parafia została erygowana 30 listopada 1957 roku przez ks. kard. Stefana Wyszyńskiego.

## Miejsca święte

### Kościół parafialny
Kolegiata Najświętszej Maryi Panny Królowej Świata

### Kościoły filialne i kaplice
- Kościół pw. św. Antoniego z Padwy w Świętem
- Kościół pw. św. Siostry Faustyny Kowalskiej w Strachocinie

## Wspólnoty parafialne
- Liturgiczna Służba Ołtarza
- Akcja Katolicka
- Arcybractwo Straży Honorowej N. S. Pana Jezusa
- Duszpasterstwo Kolejarzy – Katolickie Stowarzyszenie Kolejarzy Polskich
- Katolickie Stowarzyszenie Młodzieży - KSM Stargard
- Koło Szczecińskiego Klubu Katolików
- Liturgiczna Służba Ołtarza
- Parafialna Schola Młodzieżowa
- Poradnictwo rodzinne
- Towarzystwo przyjaciół KUL
- Wspólnota św. Idziego
- Żywy różaniec kobiet
- Żywy różaniec mężczyzn